# روشنایی‌های هالیوود
روشنایی‌های هالیوود (انگلیسی: Hollywood Lights) یک فیلم کوتاه کمدی به کارگردانی راسکو آرباکل است که در سال ۱۹۳۲ منتشر شد.

## گزیدهٔ بازیگران
- بتی گریبل
- ریتا فلین
- فرن اِمِت